# جون ر. غوثري
جون ر. غوثري (بالإنجليزية: John R. Guthrie)‏ هو عسكري أمريكي، ولد في 20 ديسمبر 1921 في فيليبسبورغ في الولايات المتحدة، وتوفي في 25 مايو 2009 في Walter Reed Army Medical Center ‏ في الولايات المتحدة.